# Rifugio Nacamuli al Col Collon
Das Rifugio Nacamuli al Col Collon ist eine Schutzhütte der Sektion Turin des Club Alpino Italiano (CAI). Sie liegt im Aostatal in den Walliser Alpen, in einer Höhe von 2828 m s.l.m. innerhalb der Gemeinde Bionaz auf dem Gelände Comba d'Oren. Die Hütte wird von Mitte März bis Mitte Mai und von Mitte Juni bis Mitte September bewirtschaftet und bietet in dieser Zeit 50 Bergsteigern Schlafplätze. Benannt ist sie nach Alessandro Nacamuli, einem Alpinisten der Sektion Turin.
Die Schutzhütte liegt auf dem Weg der mehrtägigen Matterhorn Tour (Le Tour Cervin) und unweit der Haute Route.

## Anstieg
Der Weg zur Hütte beginnt am Parkplatz am Stausee Place Moulin. Von dort führt der ebene Weg über einen unbefestigten Fahrweg entlang des Sees, der ebenfalls zu den Schutzhütten Rifugio Prarayer und Rifugio Aosta führt. Nach wenigen Minuten zweigt der Weg zum Rifugio Nacamuli al Col Collon nach links in nordöstlicher Richtung ab. Nach rund 40 Minuten erreicht man den Bach Comba d'Orens, dem man in nordwestlicher Richtung folgt. Kurz vor Erreichen der Hütte kommt man an eine Steilstufe, die gut mit Eisentritten und Ketten abgesichert ist.
Für den Aufstieg, der eine gewisse Trittsicherheit erfordert, sind 3½ Stunden zu veranschlagen.

## Tourenmöglichkeiten

### Übergänge
- Übergang zur Schutzhütte Rifugio Aosta (2781 m) über den Col Collon (3114 m).
- Übergang nach Arolla über den Col Collon (3114 m).

### Gipfeltouren
Folgende Gipfel können von der Hütte erreicht werden:
- Punta Kurz 3496 m
- Becca d’Oren 3532 m
- L’Evêque 3716 m
- Monte Brulé 3538 m
- Becca Vannetta 3361 m
- La Sengla 3714 m